# Новолуние (филм, 2009)
Вижте пояснителната страница за други значения на Новолуние.
„Новолуние“ (на английски: The Twilight Saga: New Moon), е романтичен фентъзи филм, чиято премиера е планирана за 20 ноември 2009 г.
Адаптиран е по едноименния роман на Стефани Майър и е продължение на филма Здрач от 2008, адаптация по предходния роман на Майър. Режисиран от Крис Уейтц, филмът включва участието на Кристен Стюарт, Робърт Патинсън и Тейлър Лаутнър,  които изиграват отново ролите на Бела Суон, Едуард Кълън и Джейкъб Блек съответно. Мелиса Роузенбърг се завръща като сценарист на филма, като нахвърля чернова за сценария по време на премиерната седмица на Здрач.  „Summit Entertainment“ се съгласява за продължението в края на ноември 2008, след ранния успех на Здрач. 

## Предпоставка
Запитана за продължението, режисьорката на Здрач Катрин Хардуик посочва, че „той включва върколаци, визуални ефекти, които превръщат хора във върколаци, каскади с мотоциклети, дори и снимки в Италия. Почти двойно повече от това [във филма].“ 
На 13 декември 2008 Summit Entertainment публикува резюме на Новолуние, което гласи: „Бела Суон е ужасена от внезапното заминаване на любимия си вампир, Едуард Кълън, но духът ѝ е ободрен от нарастващото приятелство с неустоимия Джейкъб Блек. Ненадейно тя открива себе си в света на върколаците, наследствени врагове на вампирите, които подлагат лоялността ѝ на изпитание.“ 

## Продукция

### Подготовка
В началото на ноември 2008 Summit обяви, че са закупили правата за останалите книги от поредицата Здрач на Стефани Майър: Новолуние, Затъмнение и Зазоряване. На 22 ноември 2008, един ден след кино премиерата на Здрач Summit потвърди, че ще започнат работа по Новолуние. „Не мисля, че който и да било друг автор е имал по-позитивни преживявания по отношение създателите на филмовата адаптация от тези, които преживях със Summit Entertainment“, казва Майър. „Развълнувана съм от възможността да работя отново с тях по Новолуние.“ 